# Căn cứ Dương Minh Châu
Căn cứ Dương Minh Châu hay còn gọi là căn cứ Trà Vọng sau năm 1949 đổi tên theo Dương Minh Châu (Chủ tịch Ủy ban hành chính kháng chiến tỉnh Tây Ninh), ngay nay là khu văn hóa - lịch sử Dương Minh Châu thuộc ấp Phước Tân, xã Cầu Khởi, tỉnh Tây Ninh, diện tích 5000ha, tọa độ 11°21' N, 106°17' D
.
12 tháng 10 năm 1960, Thông tấn xã Giải phóng (TTXGP) được thành lập tại chiến khu Dương Minh Châu.

## Vị trí
Phía Đông giáp sông Sài Gòn, từ đây có thể vượt sông, vượt quốc lộ 13 nối thông sang chiến khu D. Phía Nam, theo lưu vực sông Sài Gòn bên hữu ngạn xuyên qua vùng căn cứ địa Bời Lời. Phía Tây, thông với tỉnh lộ 13, giáp với sông Vàm Cỏ Đông phía tả ngạn xuôi về thông nối với chiến khu Đồng Tháp Mười ở Trung Nam Bộ. Phía Bắc, giáp với vùng Đông Bắc Campuchia.